# Верхні Валиці
Вишне Валиці (словац. Vyšné Valice, угор. Felsővály) — село, громада в окрузі Рімавска Собота, Банськобистрицький край, Словаччина. Кадастрова площа громади — 15,14 км². Населення — 268 осіб (за оцінкою на 31 грудня 2017 р.).
Перша згадка 1332 року як Val.
У 1938–1945 рр. село належало Угорщині.

## Географія
Село розташоване в південній частині Словацьких Рудних гір на стику з Рімавською котловиною. Протікає річка Калоша.

## Населення
| Рік:            | 1994. | 2004.    | 2014.    | 2024.    |
| --------------- | ----- | -------- | -------- | -------- |
| Кількість осіб: | 199   | 322      | 287      | 255      |
| Різниця:        |       | +61,80 % | -10,86 % | -11,14 % |

| Рік:            | 2023. | 2024.   |
| --------------- | ----- | ------- |
| Кількість осіб: | 259   | 255     |
| Різниця:        |       | -1,54 % |

## Транспорт
Автошлях 2761 (Cesty III. triedy)

## Пам'ятки
- Реформаторський готичний костел 15-го століття, перебудований в 1620 в стилі «ренесанс», розписні дерев'яні стелі, empora.
- Дзвіниця (ренесанс) з 17 століття, відновлена після 1777 року.